# 11373 Carbonaro
11373 Carbonaro eller 1998 QG49 är en asteroid i huvudbältet som upptäcktes den 17 augusti 1998 av LINEAR i Socorro County, New Mexico. Den är uppkallad efter Nicole Jean Carbonaro.
Asteroiden har en diameter på ungefär 2 kilometer.